# محمد مرعشي
مُحمد أُسامة مَرْعَشِي (25 يناير 1944 - 15 مايو 2020) هو طبيبٌ ومُعجمي ومحاضٌر جامعي سوري. وُلد في حلب بسوريا عام 1944، وتخرج بدرجة بكالوريوس الطب والجراحة من كلية الطب البشري بجامعة دمشق عام 1970. سافر إلى بريطانيا، حيث تخصص بطب التوليد والنسائيات منذ 1971 حتى نهاية 1976. حصل على مزاولة المهنة في عام 1977، ثم عمل مختصًا واستشاريًا في طب التوليد والنسائيات في مستشفيات حلب. أسس في حلب مستشفى دار الشفاء عام 1981، وعمل مديرًا له في الفترة ما بين 1982 حتى 1988. أسس أيضًا مُستشفى المَرْعَشِي في حلب عام 1988. كما عمل محاضرًا في المعهد الصحي بحلب في الفترة ما بين 1994 حتى 1997. عاش في حلب حتى أغسطس (آب) 2012، ثم انتقل إلى مدينة السادس من أكتوبر في مصر حتى وفاته في 15 مايو (أيار) 2020.

## مؤلفاته
نشر مُحمد مرعشي عددًا من المؤلفات، ومنها:
- التوليد المصور (OBSTETRICS ILLUSTRATED)، نُشر عام 1994.[3][4][5]
- الأمراض النسائية المصورة (GYNAECOLOGY ILLUSTRATED)، نُشر عام 1995.[5]
- مُعجَم مرعَشي الطَّبَّيّ الكبير (عربي-إنجليزي): يُعد من أشهر القواميس الطبية باللغة العربية. صدرت الطبعة الأولى منه عام 2005 عبر مكتبة لبنان ناشرون. قدّم للكتاب محمد الجوادي وهو أستاذ أمراض القلب بجامعة الزقازيق في مصر. تُوجد أيضًا نُسخة من الكتاب (إنجليزي-عربي).[5] يُوجد أيضًا نسخة متوسطة وأُخرى صغيرة من المعجم، والفرق فقط في عدد الصور التوضيحية، حيث:
  - معجم مرعشي الطبي الوسيط ويسمى أيضًا معجم مرعشي الطبي المتوسط، حيث صدرت الطبعة الأولى منه عام 2002 عن مكتبة لبنان ناشرون.[6]
  - معجم مرعشي الطبي للجيب ويُسمى أيضًا معجم مرعشي الطبي الصغير، حيث صدرت الطبعة الأولى منه عام 2003 عن مكتبة لبنان ناشرون.[7]

## وفاته
تُوفي محمد أسامة مَرْعَشِي في مدينة السادس من أكتوبر يوم 15 مايو 2020 الموافق فيه 23 رمضان 1441 هـ عن عمرٍ ناهز 76 عامًا. حيث نعته زوجته جمانة مَرْعَشِي عبر الفيس بوك: «إنا لله وإنا إليه راجعون انتقل إلى رحمة الله زوجي العزيز محمد أسامة مرعشي. تقبل التعازي في دار الفقيد الكائن في حي المتميز شارع محمد فريد الجمعة و السبت الموافق 2020/5/15 و 2020/5/16 من الساعة 7:30 مساء إلى 9:30 مساء».

## وصلات خارجية
- الموقع الرسمي لقاموس الدكتور محمد أسامة مرعشي
- مُعجَم مرعَشي الطَّبَّيّ الكبير (عربي-إنجليزي) على موقع أرشيف الإنترنت